# Mairéad McGuinness
Mairéad McGuinness este un om politic irlandez, membru al Parlamentului European în perioada 2004-2009 din partea Irlandei. Ea a fost prim vicepreședinte al Parlamentului European din ianuarie 2017. Este membru al partidului Fine Gael, parte a  Partidului Popular European.